# Il mandarino meraviglioso
Il mandarino meraviglioso (in ungherese: A csodálatos mandarin; in tedesco: Der wunderbare Mandarin) Op. 19, Sz. 73 (BB 82), è una pantomima di un atto composta da Béla Bartók tra il 1918 e il 1919, basata su un racconto di Melchior Lengyel. La prima esecuzione avvenne il 27 novembre 1926 all'Opernhaus di Colonia, in Germania, con la regia di Hans Strobach e, come interpreti, Wilma Aug e Ernst Zeiller. Per la scabrosità dell'argomento, causò uno scandalo e fu successivamente vietata per motivi morali. L'allora sindaco di Colonia, Konrad Adenauer, proibì qualsiasi altra rappresentazione dello spettacolo su ordine del partito Zentrum. Dopo un altro insuccesso a Praga l'opera venne accantonata e non vide più rappresentazioni per altri 26 anni.
 In seguito fu generalmente eseguita in forma di suite da concerto scritta dallo stesso Bartòk nel 1927, realizzazione che conserva circa i due terzi della musica del balletto originale.

## Trama
La vicenda è ambientata nella periferia di una metropoli dove tre malviventi costringono una ragazza ad adescare uomini, da una finestra, per poi aggredirli e derubarli una volta entrati nella stanza.

Il primo a cadere nel tranello è un anziano nobile decaduto che rivolge alla giovane grottesche avances; non avendo denaro viene subito liquidato dai tre che lo gettano dalla finestra dopo avergli rubato i pochi spiccioli dalle tasche.

Arriva poi un timido giovane che muove a compassione la ragazza, ma anch’egli è povero e i tre loschi figuri lo eliminano con brutalità, quindi spingono nuovamente la donna ad adescare altri passanti.

Il terzo e ultimo cliente è il Mandarino, un uomo dalla forte presenza, con una valigia piena d’oro. Pensando solo al denaro nella sua vita, il cinese ha sempre represso l'impulso dei sensi. La giovane, per adescarlo, incomincia a ballare in modo fortemente provocatorio e sensuale e il Mandarino, inizialmente impassibile, si avvicina a lei e si unisce alla danza in modo selvaggio. I tre malviventi lo colpiscono, lo derubano e tentano di ucciderlo soffocandolo; ma qualsiasi cosa i delinquenti facciano il Mandarino non soccombe, nemmeno quando è trafitto da pugnalate. Egli è spinto da un impulso sessuale che trascende i limiti umani e si lancia verso la ragazza. Viene infine preso e impiccato, ma continua a dimenarsi con una vitalità esasperata. Allontanatisi i malviventi, la giovane donna alla fine comprende che l'uomo deve possederla e acconsente. Solo dopo il Mandarino, avendo colto il suo primo vero momento di vita, torna umano, inizia a sanguinare dalle ferite e può morire.

## Analisi
Il mandarino meraviglioso nasce nell'ambito dell'espressionismo. L'opera di Arnold Schönberg ebbe un'importanza rilevante nella formazione musicale di Bartók ; ma se dalle correnti d'avanguardia il compositore ungherese ha colto elementi a lui congeniali, quali un ardito linguaggio cromatico e un'armonia di impianto prevalentemente politonale che rasenta l'atonalità, se ne è anche discostato mantenendo uno stile personale che affonda le radici nell'ambito della musica folclorica di cui Bartók era profondo conoscitore. L'antagonismo fra cromatismo e diatonismo sarà però una costante nella sua musica, cercando sempre di attuare un difficoltoso equilibrio . Il mandarino meraviglioso risente di questo dualismo; nel suo lavoro Bartók coniuga la ricerca di un materiale arcaico popolare con una nuova poetica che si lega all'espressionismo tedesco.
La partitura è caratterizzata in primo luogo dalla grande incisività ritmica che può ricordare alcuni aspetti de La sagra della primavera. Gli incessanti e inquietanti ostinati rendono il linguaggio brutale, barbarico, trabordante di energia e rende pressoché tutti gli strumenti dell'orchestra degli elementi percussivi.

## Organico
Tre flauti (secondo e terzo anche ottavino), tre oboi (terzo anche corno inglese), tre clarinetti (terzo anche clarinetto basso), tre fagotti (secondo e terzo anche controfagotto), quattro corni, tre trombe, tre tromboni, basso tuba, timpani, tamburo, tamburo piccolo, grancassa, piatti, tam-tam, triangolo, gong, xilofono, celesta, arpa, pianoforte, organo, archi.

## Realizzazione coreografica

### Coreografia di Aurel Milloss
Il ballerino Aurel Milloss, sempre attento alle novità in ambito teatrale e musicale, ascoltò Il mandarino meraviglioso nella versione di suite da concerto e ne rimase affascinato. Contattò Bartók e con lui discusse della possibilità di realizzare una versione in forma di dramma coreografico, pensando che soltanto la danza unita alla musica potesse rappresentare compiutamente le sensazioni e le vere forze espressive che il dramma descriveva. Bartók concordò con il ballerino la nuova versione del suo lavoro e Milloss iniziò  a realizzare la coreografia privatamente perché non era facile trovare la via per una messa in scena teatrale. Quando nel 1942 Milloss venne invitato alla Scala di Milano per la creazione di opere contemporanee, egli finalmente riuscì a presentare il suo Mandarino meraviglioso; l'opera ebbe la sua prima il 12 ottobre 1942 con un grande successo di pubblico e anche di critica; purtroppo Bartók non poté essere informato e non ne seppe nulla.

Milloss spostò l'azione dall'interno di una stanza a una buia strada di periferia; nella sua versione la ragazza non è una prostituta, ma una giovane costretta ad attirare possibili vittime e che, con la sua bontà, arriva alla fine a liberare il Mandarino, dando un senso umano e morale a tutta la vicenda. Alla prima milanese gli interpreti furono lo stesso Milloss (il Mandarino), Attilia Radice (la ragazza), Filippo Morucci (il nobile decaduto), Guido Lauri (il giovane povero), Giovanni Brinati, Teofilo Giglio e Adriano Vitale (i tre malfattori). Le scene e i costumi furono di Enrico Prampolini.

### Altre coreografie
Tra le numerosissime realizzazioni sono da ricordare:
- Gyula Harangozo, Teatro dell'Opera di Stato ungherese, Budapest, 1945
- Todd Bolender, New York City Center, 1951
- Jean-Jacques Etchevery, La Fenice, Venezia, 1955
- Alfred Rodrigues, Edinburgh Festival Theatre, 1956
- Ernö Vashegyi, Théâtre des Champs-Élysées, Parigi, 1958
- Leonid Lavrovskij, Teatro Bol'šoj, Mosca, 1961
- Joseph Lazzini, Metropolitan Opera House, New York, 1965
- Maurice Béjart, Béjart Ballet Lausanne, 1992